# Ron Crotty
Ronald O'Crotty (San Francisco, 31 december 1929 – Berkeley, 7 mei 2015) was een Amerikaanse bassist in de jazz. Hij werd eind jaren veertig, begin jaren vijftig bekend door zijn werk met pianist Dave Brubeck.
Crotty speelde als kind viool en zong in het kerkkoor. Toen het schoolorkest een bassist nodig had, ging hij aan de slag om dit instrument onder de knie te krijgen. Hij werd gegrepen door de bebop en ging studeren aan San Francisco State University om les te kunnen geven. Hij speelde in een bebop-band met onder meer Al Molina en leerde Cal Tjader kennen, die hem later aanbeval bij Dave Brubeck toen de pianist een trio wilde beginnen. Zijn werk bij Brubeck werd onderbroken door zijn diensttijd. Na twee jaar keerde Crotty bij Brubeck terug, nu in diens kwartet met Paul Desmond en Lloyd Davis dat met de plaat "Jazz at Oberlin" (1953) beroemd werd. Na een jaar verliet hij Brubeck vanwege hepatitis en keerde na jaren toeren terug naar San Francisco, waar zijn loopbaan in de muziek verpieterde door alcohol- en amfetamine-verslaving. Hij had verschillende baantjes en probeerde af te kicken, maar speelde af en toe nog wel, bijvoorbeeld met lotgenoten als Art Pepper, en om geld bij te verdienen. In 1997 was hij afgekickt.
Naast zijn werk als tuinman speelt Crotty al jaren regelmatig in het café van het Oakland Museum, onder meer met trombonist Frank Phipps. Ook heeft hij zijn eigen groep, Ron Crotty & Friends, waarmee hij in San Francisco en omgeving optreedt. In 2009 verscheen een trio-album met Phipps en Tony Corman.

## Discografie (selectie)
- Modern Music from San Francisco
- Jazz Trio (met Tony Corman en Art Phipps), Auraline, 2009

met Dave Brubeck:
- Brubeck Trio with Cal Tjader Vol. 1 & 2 (opnames 1950),
- Jazz at Oberlin, (Original Jazz Classics, 1990)
- Live in Concert, Past Perfect, 2002
- At Welshire Ebell: the Historic 1953 Los Angeles Concert, Fresh Sound Records, 2006